# Fe FET

Estructura d'una cèl·lula d'un transisor FeRAM.

Un transistor d'efecte de camp ferroelèctric (amb acrònim anglès Fe FET) és un tipus de transistor d'efecte de camp que inclou un material ferroelèctric entre l'elèctrode de la porta i la regió de conducció font-drenatge del dispositiu (el canal). La polarització permanent del camp elèctric en el ferroelèctric fa que aquest tipus de dispositius mantingui l'estat del transistor (encès o apagat) en absència de cap polarització elèctrica.
Els dispositius basats en FeFET s'utilitzen a la memòria FeFET, un tipus de memòria no volàtil d'un sol transistor. El 1955, Ian Munro Ross va presentar una patent per a un FeFET o MFSFET. La seva estructura era com la d'un MOSFET de canal d'inversió modern, però el material ferroelèctric es va utilitzar com a dielèctric/aïllant en lloc d'òxid. L'ús d'un ferroelèctric (sulfat de triglicina) en una memòria d'estat sòlid va ser proposat per Moll i Tarui el 1963 utilitzant un transistor de pel·lícula fina. A la dècada de 1960 es van fer més investigacions, però les característiques de retenció dels dispositius basats en pel·lícules primes no eren satisfactòries. Els primers dispositius basats en transistors d'efecte de camp utilitzaven titanat de bismut (Bi4Ti₃O₁₂) ferroelèctric, o Pb1−xLnxTiO₃ (PLT) i zirconat/titanats relacionats (PLZT). A finals de 1980 es va desenvolupar la RAM ferroelèctrica, utilitzant una pel·lícula fina ferroelèctrica com a condensador, connectada a un FET d'adreçament.
El 2017, es va informar que la memòria no volàtil basada en FeFET s'havia construït a un node de 22 nm mitjançant FDSOI CMOS (silici completament esgotat a l'aïllant) amb diòxid d'hafni (HfO₂) com a ferroelèctric: la mida de cèl·lula FeFET més petita informada era de 0, 025 μm², els dispositius es van construir com a matrius de 32 Mbit, utilitzant polsos de configuració/restabliment de ~10 ns de durada a 4,2V; els dispositius van mostrar una resistència de 10 5 cicles i una retenció de dades fins a 300 °C.